# Ruschiella cedrimontana
Ruschiella cedrimontana är en isörtsväxtart som beskrevs av Klak. Ruschiella cedrimontana ingår i släktet Ruschiella och familjen isörtsväxter. Inga underarter finns listade i Catalogue of Life.